# 金達鎮
金 達鎮（キム・ダルジン、朝鮮語: 김달진/金達鎭、1907年2月4日 - 1989年6月5日）は、大韓民国の詩人、漢学者。本貫は金海金氏。
号は月下（ウォラ、월하）。

## 生涯
日本統治時代の慶尚南道昌原出身。1929年、文芸公論7月号に梁柱東の推薦で『雑詠数曲』が掲載され文壇に登場した。
1934年に楡岾寺で金雲岳を師として、僧侶となった。東亜日報に『楡岾寺探しの道に（유점사 찾는 길에）』を発表した。
1935年には詩専門誌『詩苑』で同人活動に参加した。同年、『私の庭』などさまざまな作品を東亜日報に発表している。
1936年、楡岾寺の公費生として中央仏教専門学校に入学した。同年、徐廷柱、金東里、呉章煥らとともに『詩人部落』で同人活動に参加し、11月の創刊号で『黄昏』を発表し、1938年に『泉の水』を東亜日報に発表した。
1945年ごろより、李光洙の勧めでしばらく東亜日報で記者を務めた。 1940年9月に初の詩集『青の詩』を発刊した。 
1954年には海軍兵学校に出講する際、『孫悟兵書』を出版し、この時から30年間、古典と仏経の翻訳を行った。
1989年6月、持病により82歳で死去した。 同年「韓国漢詩」1~3巻と「ハンサン詩」が並んで出版され、「金達鎮文学賞」が制定されているほか、金達鎮文学館がある。